# Jasmin Moghbeliová
Jasmin Moghbeliová (* 24. června 1983) je americká bojová a testovací pilotka a astronautka, 603. člověk ve vesmíru. Od srpna 2023 do března 2024 pobývala při svém prvním kosmickém letu na Mezinárodní vesmírné stanici (ISS) jako členka Expedice 70.

## Mládí a vzdělání
Narodila se ve městě Bad Nauheim v německé spolkové zemi Hesensko v kurdské rodině z íránského města Mahábádu. Její rodiče uprchli do Německa z Íránu po islámské revoluci v roce 1979 a následně emigrovali do Spojených států, kde se usadili v městě Baldwinu ve státě New York, které Moghbeliová považuje za své domovské město, protože zde dokončila základní i střední školu. Během střední školy absolvovala Vesmírnou akademii (Advanced Space Academy) v Huntsville Space Camp v Alabamě, tréninkový a vzdělávací tábor pro zájemce o kosmonautiku.
Na Massachusettském technologickém institutu (MIT) poté získala bakalářský titul v oboru letecké a kosmické inženýrství s informačními technologiemi.

## Vojenská kariéra
V roce 2005 byla jmenována podporučicí Námořní pěchoty Spojených států a do roku 2008 absolvovala leteckou přípravu na základně námořní pěchoty Quantico ve Virginii a letecký výcvik na Námořní letecké základně v Pensacole na Floridě. V roce 2008 se přihlásila se k 303. výcvikové letce lehkých útočných vrtulníků námořní pěchoty k výcviku na vrtulníku Bell AH-1W SuperCobra. 
Během služby u námořní pěchoty byla třikrát nasazena v zahraničí, včetně podpory operace Trvalá svoboda v  Afghánistánu. Absolvovala celkem 150 bojových misí. Po návratu z posledního nasazení v roce 2012 se přihlásila do služby ve Škole testovacích pilotů Námořnictva Spojených států (U. S. Naval Test Pilot School) na Námořní základně Patuxent River v Marylandu, kde získala kvalifikaci testovacího pilota vrtulníků.  Od roku 2014 prováděla různé letové zkoušky v několika testovacích a vyhodnocovacích letkách a navíc začala a úspěšně dokončila magisterské studium v oboru leteckého a kosmického inženýrství na Postgraduální škole Námořnictva Spojených států (U.S. Naval Postgraduate School) v Monterey v Kalifornii. Do roku 2019 nalétala přes 2 000 letových hodin v bezmála třech desítkách různých typů letounů.

## Astronautka
Když NASA od prosince 2015 do února 2016 přijímala přihlášky do 22. skupiny astronautů, Moghbeliová se přihlásila a mezi rekordním počtem více než 18 300 uchazečů uspěla – zařadila se ke 12 kandidátům, které NASA oficiálně představila 7. června 2017. Třída zahájila dvouletý výcvik v Johnsonově vesmírném středisku v Houstonu v srpnu 2017. Moghbeliová ho dokončila v lednu 2020, kdy splnila všechny požadavky a zkoušky a stala se oficiálně způsobilou pro lety do vesmíru, včetně misí na Mezinárodní vesmírnou stanici, misí Artemis na Měsíc a v budoucnu misí na Mars.
V březnu 2022 byla přidělena jako velitelka mise SpaceX Crew-7 k Mezinárodní vesmírné stanici.

### 1. kosmický let
Start mise SpaceX Crew-7 se po několika odkladech uskutečnil 26. srpna 2023, připojení k ISS o den později. Posádka, kterou kromě velitelky Moghbeliové tvoří pilot Andreas Mogensen a letoví specialisté Satoši Furukawa a Konstantin Borisov, na ISS strávila více než půl roku jako součást Expedice 70.
Během pobytu na ISS uskutečnila 1. listopadu 2023 výstup do volného prostoru s astronautkou Loral O'Harovou – historicky teprve čtvrtý výstup dvou astronautek. Společně nahradily jednu z 12 ložiskových sestav na levém otočném kloubu nosiče polí solárních panelů, která umožňuje solárním panelům sledovat Slunce a optimalizovat výrobu elektřiny pro napájení stanice. Dále udělaly přípravné práce na budoucí dalšího instalaci solárního pole a správně nakonfigurovaly kabel, který dříve překážel externí kameře, ale nestihly kvůli nedostatku času odstranit a uložit elektronickou skříň z komunikační antény. Astronautky ukončily svůj vůbec první výstup v 18:47 UTC po 6 hodinách a 42 minutách.
Posádka od stanice odletěla 11. března 2024 a o den později přistála u břehů Floridy po 199 dnech, 2 hodinách a 20 minutách letu.

## Soukromý život
Je provdaná za Sama Walda ze San Antonia v Texasu. Společně rádi jezdí na paddleboardu a  skateboardu, tančí a pouštějí draky. Je také matkou dvou dcer.
Během studia na MIT hrála volejbal, lakros a basketbal za tým MIT Engineers.